# Pramipexol
A pramipexol (INN: pramipexole) a Parkinson-kór tüneteinek enyhítésére adott gyógyszer. Monoterápiában vagy levodopával kombinálva is adható, amikor annak hatékonysága csökkenni kezd.
A kontrollos klinikai vizsgálatok tapasztalatai szerint, korai vagy előrehaladott stádiumú Parkinson-kórban kb. 6 hónapig nem csökken a pramipexol hatásossága. A 3 évnél is hosszabb időtartamú nyílt klinikai vizsgálatok során sem észlelték a kezelés hatásosságának csökkenését.
A pramipexolt nyugtalan láb szindróma kezelésére is alkalmazzák.

## Hatásmód
A csíkolt test (corpus striatum) dopamin-receptorainak(en) ingerlésével enyhíti a Parkinson-kórban kialakuló mozgászavart. Szelektív D2(en)-agonista, de a D3(en)-receptorok iránt is mutat affinitást. Az állatkísérletek eredményei alapján a dopamin szintézisét, felszabadulását és anyagcseréjét is gátolja.

## Mellékhatások, ellenjavallatok
Veseműködési zavar esetén csökkenteni kell az adagot (lásd Adagolás).
Figyelmeztetni kell a beteget, hogy a szer mellékhatásaként (elsősorban vizuális) hallucinációkra számíthat.
Mellékhatások: aluszékonyság, ritkán álmosság és előjel nélküli hirtelen elalvás. Ha ez előfordul, nem szabad autót vezetni, és megfontolandó az adag csökkentése, vagy akár a kezelés abbahagyása. Okozhat émelygést, hányást, székrekedést, fejfájást, fáradtságérzést, ritkán nehézlégzést és csuklást is.
A betegeknél rendszeresen ellenőrizni kell az impulzuskontroll-zavarok kialakulását, beleértve a kóros szerencsejáték-szenvedélyt, fokozott libidót, hiperszexualitást, vásárlási költekezési vagy falási kényszert illetve túlevést.
A szedés alatt szemészeti ellenőrzés szükséges, mert meglehetősen gyakori a látásélesség romlása és a kettős látás. Ugyancsak rendszeresen kell vérnyomást mérni (főleg a kezelés elején) az ortosztatikus hipotenzió (felálláskor bekövetkező hirtelen vérnyomáscsökkenés) veszélye miatt.
Embereken nem vizsgálták, hogyan hat a pramipexol a gyermekekre, a terhességre és a szoptatásra, mivel ebben a körben az Parkinson-kór nem fordul elő. Állatkísérletekben a nőstények párzási ciklusát megzavarta a szer, a hímek nemzőképességét nem befolyásolta. Patkányoknál csak az anyaállatra is toxikus dózisban volt káros az embrióra. Genotoxicitást nem tapasztaltak.

## Gyógyszerkölcsönhatások
Pramipexollal kezelt betegeknek nem adhatók antipszichotikus gyógyszerek, mivel pl. antagonista hatások következhetnek be.
Levodopával együtt adva dyskinesis (mozgási zavar) alakulhat ki. Ilyenkor csökkenteni kell a levodopa-adagot.
A vesekiválasztásra ható gyógyszerek csökkenthetik a pramipexol kiürülési sebességét. Ilyenkor szükséges lehet a pramipexol adagjának csökkentése:
- cimetidin: gyomorsav-termelődés csökkentésére és gyomorfekély kezelésére
- amantadin:  Parkinson-kór ellen
- mexiletin: a kamrai aritmia néven ismert szívritmuszavar kezelésére
- zidovudin: AIDS ellen
- ciszplatin: különféle rákos megbetegedések kezelésére
- kinin: a fájdalmas éjszakai lábikragörcsök megelőzésére és malária ellen
- prokainamid(en): szívritmuszavar kezelésére.

Az összeadódó hatásfokozódás miatt csak fokozott körültekintéssel szabad más nyugtató hatású gyógyszert szedni ill. alkoholt fogyasztani.

## Adagolás
A kezdő adag napi 0,264 mg, mely 5–7-napos időközönként növelhető először napi 0,54 mg-ra. A második és további adagemelés 0,54 mg legfeljebb napi 3,3 mg-ig.
A beteg reakcióitól függően általában célszerű a pramipexol adagemelésével egyidejűleg a levodopa adagját csökkenteni.
A szedést nem szabad hirtelen abbahagyni, mert az neuroleptikus malignus szindrómát idézhet elő. Az adagcsökkentést a növeléssel azonos lépésekben célszerű végezni.
A pramipexol 90%-ban a vesén keresztül ürül. Károsodott veseműködés esetén a kreatinin clearance-től függően a napi adag csökkentésére lehet szükség. Májműködési zavar esetén valószínűleg nem szükséges módosítani az adagolást, bár májelégtelenségben nem vizsgálták pramipexol hatását.
A szer akár étkezéskor, akár étkezések között bevehető.

## Készítmények
E szócikk írásakor Magyarországon 81 készítmény hatóanyaga a pramipexol. Védjegyzett nevű készítmények a kiszerelés nélkül:
- Calmolan
- Daquiran
- Dopraxol
- Erimexol
- Mirapexin
- Oprymea
- Pramigen
- Pramipexol
- Pramitenorm
- Sifrol